# أكرم بورا
أكرم بورا (بالتركية: Ekrem Bora)‏ (7 مارس 1934 – 1 أبريل 2012)، ممثل تركي، مثّل في مسلسل نور وأدى شخصية الجد "فكري"، كما أنه مثّل في العديد من المسلسلات والأفلام التركية القديمة.

## وصلات خارجية
- أكرم بورا على موقع IMDb (الإنجليزية)
- أكرم بورا على موقع قاعدة بيانات الفيلم (الإنجليزية)

- IMDb'de Ekrem Bora
- Sinema Türk'te Ekrem Bora